# François Ier de Mantoue
 (avril 2022).
Si vous disposez d'ouvrages ou d'articles de référence ou si vous connaissez des sites web de qualité traitant du thème abordé ici, merci de compléter l'article en donnant les références utiles à sa vérifiabilité et en les liant à la section « Notes et références ».
Pour les articles homonymes, voir François Ier.
François Ier Gonzague, en italien Francesco I Gonzaga, est un noble et condottiere italien né en 1366 à Mantoue et mort le 8 mars 1407 à Cavriana. Il fut le quatrième capitaine du peuple (capitano del Popolo) de la ville de Mantoue (région de Lombardie en Italie).

## Biographie
François, fils unique de Louis II de Mantoue et d'Alda d'Este, a 16 ans lorsque son père meurt en 1382. Il doit attendre six années de « régence » du conseil de Mantoue, soit 1388, pour être effectivement nommé capitaine du peuple.
À la suite de son grand-père Guy et de son père, François subit de plein fouet les conséquences des affrontements anciens entre Milan et Mantoue dus à l'expansionnisme des Visconti de Milan. Sa petite principauté, située stratégiquement entre Milan et Venise est continuellement menacée. Il se voit contraint de prendre parti en adhérant aux multiples ligues formées par les puissances italiennes contre Milan. Lors de ses différentes campagnes, il recherche, en sus de l'argent, un gain de terres.
Son père a fait en sorte d'apaiser le conflit qui a opposé Barnabé Visconti et son propre père Guy entre les années 1350 et 1370, en mariant, dès que ce fut possible, François à Agnès Visconti, fille de Barnabé. Lors du mariage en 1380, François a quatorze ans et Agnès dix-huit.
Galéas II, frère de Barnabé est décédé en août 1378 et Barnabé, qui se considère seul seigneur de Milan, a désigné ses deux fils Ludovico et Rodolfo comme ses héritiers en mars 1379. Le 6 mai 1385, Jean Galéas Visconti, fils de Galéas II et neveu de Barnabé, fait prisonnier ce dernier avec ses deux fils et prend le pouvoir.
Les partisans de Barnabé s'enfuient de Milan et viennent trouver refuge à Mantoue auprès d'Agnès. Barnabé meurt en prison, empoisonné, fin 1385. Malgré la prise de position d'Agnès contre Jean Galéas, François s'entend bien avec ce dernier et a l'occasion de s'allier à lui dans divers conflits nord-italiens.
Puis, début 1391, changement d'attitude : François, inquiet de la toute-puissance abusive de Jean Galéas, se met à chercher des alliés pour s'opposer à Milan et aux Visconti ; à la même époque, il inculpe Agnès d'adultère avec un des réfugiés milanais à Mantoue. Le 7 février 1391, il la fait décapiter. Il épouse, deux ans plus tard, Margherita Malatesta, qui, hélas, amène dans leur descendance les gènes de la gibbosité, bosse dorsale ou thoracique (l'arrière-petit-fils de François et Margherita, Frédéric est surnommé le Bossu).
Sur le plan politique, François balance longtemps entre, d'une part, le besoin, guidé par la crainte, d'être en bonne relation avec Milan la gibeline, puissante et toujours menaçante voisine lombarde, et d'autre part, la raisonnable sujétion à l'autorité de la Sérénissime Venise guelfe. En septembre 1392, il participe à la ligue constituée en avril par Florence, Bologne, Padoue, Imola et Ravenne. Il fournit à ses alliés mille lances et reçoit en échange des aides financières. La maladie puis la mort, en août 1402, de Jean Galéas mettent un terme aux conquêtes milanaises et aux ambitions démesurées des Visconti. Mantoue peut vivre sans la crainte permanente de l'invasion. François laisse le souvenir d'un grand bâtisseur et d'un important réformateur des statuts mantouans.
Il fait édifier le château Saint-Georges, une tour fortifiée face au pont du même nom reliant Mantoue à la terre. Il fait aussi rénover la cathédrale de la cité dont la façade est ornée d'une parure de marbre vers 1400.
François Ier se maria donc deux fois :
- Sa première épouse, en 1380, Agnès Visconti lui donna une fille :
  - Alda (NC-1405) x 1405 François II Novello de Carrare (1359-1406), seigneur de Padoue
- Sa deuxième épouse, en 1393, Margherita Malatesta (it) (NC-1399), fille de Galeotto, seigneur de Rimini et d'Elisabetta da Varano, lui donna deux enfants :
  - Susanna, qui mourra jeune,
  - Jean-François qui lui succède en qualité de capitaine du peuple et deviendra le 1er marquis de Mantoue en 1433.

François Ier est décédé en 1407, dans sa 41e année.